# Le Grand (Iowa)
Le Grand – miasto w Stanach Zjednoczonych, w stanie Iowa, w hrabstwach Marshall i Tama. Zgodnie ze spisem statystycznym z 2000 roku, miasto liczyło 883 mieszkańców.